# Kazuo Funaki
Kazuo Funaki (舟木一夫), né le 12 décembre 1944 à Ichinomiya dans la préfecture d'Aichi est un chanteur japonais du genre enka. Kazuo est également acteur pour la scène, le cinéma, la télévision.
Son nom véritable est Shigeyuki Ueda (上田成幸).

## Discographie partielle
- 1963 : Koukou San Nen Sei (高校三年生?)
- 1966 : Zessyo (絶唱?)
- Hatsukoi (初恋, Premier amour?)

## Filmographie

### Acteur

#### Cinéma
- 1963 : Gakuen hiroba : Kazuo Funada
- 1963 : Kôkô san'nensei : Kazuo Funada
- 1964 : Aa, seishun no mune no chi wa : Shûji Aoki
- 1964 : Kimitachi ga ite boku ga ita : Hiroshi Satô
- 1964 : Nakama tachi : Kazukichi Funada
- 1964 : Yume no Hawaii de bon odori : Natsuo Funada
- 1964 : Zoku kôkô san'nensei : Akira Funada
- 1965 : Hana saku otome tachi : Taichi Wakimura
- 1965 : Kitaguni no machi : Umihiko Kojima
- 1965 : Kôgen no ojôsan : Kazuo Kitagawa
- 1965 : Tokyo wa koisuru : Akio Tsukaguchi
- 1966 : Aishû no yoru : Masahiko Kizuka
- 1966 : Tomo o okuru uta : Yoshio Ôtsu
- 1966 : Zenigata Heiji
- 1966 : Zesshô : Junkichi Sonoda
- 1967 : Kimi ni shiawase o - Sentimental boy : Shirô Ninotani
- 1967 : Kimi wa koibito : Funayama
- 1967 : Kitaguni no ryojô : Eikichi Kamimura
- 1967 : Sono hito wa mukashi
- 1967 : Yûbue : Yûsaku Shimamura
- 1968 : Eternal Love : Takahiko Shinjo
- 1968 : Hana no koibitotachi : Ichirô Ibuki
- 1969 : Farewell, My Beloved : Makito
- 1979 : Seishun Part II

#### Télévision

##### Séries télévisées
- 1966 : Ame no naka ni kiete : Eikichi Murata
- 1967 : Aitsu to watashi : Junpei Kasuya
- 1998 : Aishi suginakute yokatta : Shingo Takazawa (Natsumi's father)
- 2000 : Ôdorî : Kintaro kuribe

### Parolier

#### Cinéma
- 1964 : Zoku kôkô san'nensei
- 1965 : Kitaguni no machi
- 1966 : Aishû no yoru
- 1967 : Kimi wa koibito
- 1967 : Kitaguni no ryojô
- 1968 : Hana no koibitotachi

#### Télévision

##### Séries télévisées
- 1966 : Ame no naka ni kiete